# Gnölbzig
Gnölbzig is een plaats en voormalige Duitse gemeente. Sinds 2 januari 1993 is het een ortsteil van de gemeente Aschersleben in de Duitse deelstaat Saksen-Anhalt, en maakt deel uit van de Landkreis Salzlandkreis.